# Europese kampioenschappen squash 2017
De Europese kampioenschappen squash 2017 waren door de European Squash Federation (ESF) georganiseerde kampioenschappen in het squash. De 17e editie van de Europese kampioenschappen vond plaats in het Engelse Nottingham van 24 tot 27 augustus 2017.

## Uitslagen
| Plaats | Heren            | Dames            |
| ------ | ---------------- | ---------------- |
| Goud   | James Willstrop  | Camille Serme    |
| Zilver | Gregory Gaultier | Millie Tomlinson |
| Brons  | Borja Golán      | Nele Gilis       |
| 4e     | Nicolas Müller   | Coline Aumard    |